# Loren Morón García
Lorenzo Jesús Morón García (Marbella, 30 de diciembre de 1993), conocido deportivamente como Loren, es un futbolista español. Juega como delantero y su equipo es el Aris Salónica F. C. de la Superliga de Grecia.

## Trayectoria
Es hijo del también jugador y entrenador Loren Morón Vizcaíno. Se formó en la Peña Los Compadres de Marbella, de donde pasó en 2009 al Marbella FC. En la temporada 2012-13, debutó en tercera división con la Unión Estepona CF. Los dos siguientes años jugó en el Marbella y en 2014 logró, con este equipo, el ascenso a Segunda División B. En la primera parte de la temporada 2014-15 jugó cedido en el Vélez CF, en la Tercera División

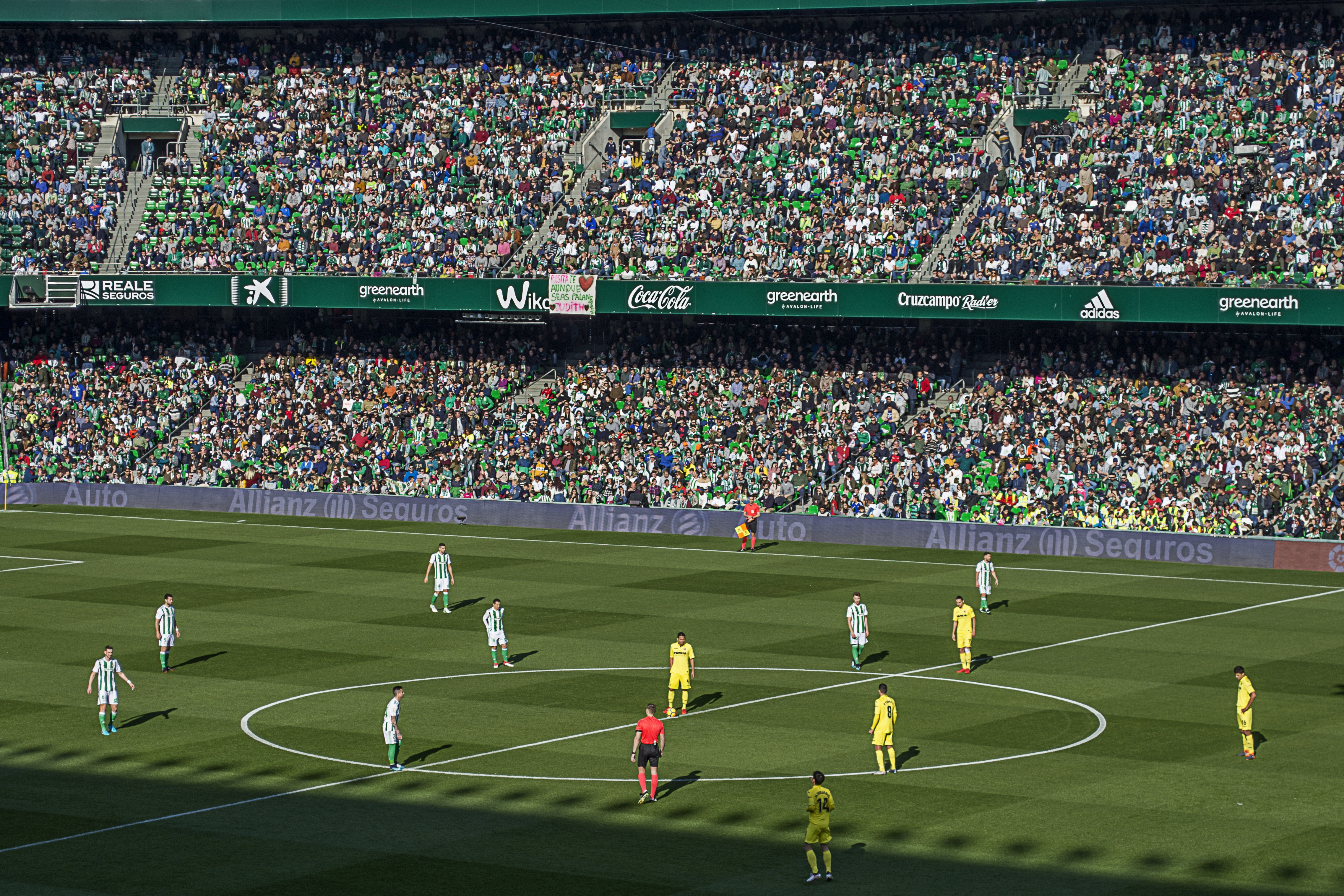
Debut de Loren en la liga en el estadio Benito Villamarín en el inicio del partido Real Betis-Villarreal el 3 de febrero de 2018.

### Real Betis Balompié
En enero de 2015, se incorporó al Real Betis Balompié para formar parte de la plantilla del Real Betis B, donde en su primer año estuvo a la sombra de Álex Alegría, pero poco a poco se consolidó como titular.
En enero de 2018, tras realizar un buen inicio de temporada en Segunda B con el filial bético, en el que marcó 17 goles en 23 partidos, pasó al primer equipo del Real Betis, llamado por el entonces preparador verdiblanco Quique Setién, y renovó su contrato con el club hasta 2021, con una cláusula de rescisión de 25 millones de euros. Debutó con brillantez en la liga, el 3 de febrero de 2018 en el estadio Benito Villamarín contra el Villarreal C. F., en un partido en el que Loren anotó un doblete que dieron la victoria al equipo bético.
En su primera temporada incompleta en primera división marcó 7 goles y el equipo logró clasificarse para la competición europea la siguiente temporada, siendo vital para poder conseguir el objetivo. Esa misma temporada se proclamó el máximo goleador del grupo 4 de Segunda División B, con 17 goles, a pesar de haber jugado con el Betis B solo hasta diciembre.
En los dos años siguientes mantuvo un buen nivel, con ocho goles en los 45 encuentros que disputó en la temporada 2018-19 y 12 tantos en 39 partidos en la 2019-20.
En agosto de 2021 marchó cedido por una temporada al R. C. D. Espanyol. Tras la misma volvió a un Real Betis que en enero de 2023 lo prestó a la U. D. Las Palmas para competir lo que quedaba de temporada en la Segunda División. Con este equipo ascendió a Primera División y a mediados de julio de ese año llegó a un acuerdo con el Real Betis para rescindir su contrato con la entidad verdiblanca.

### Aris de Salónica
Tras desvincularse del Real Betis, siguió su carrera en Grecia donde firmó por dos años con el Aris Salónica F. C. En su primera temporada en el fútbol griego terminó como máximo goleador de la liga con 20 tantos.

## Estadísticas

### Clubes
Actualizado al último partido disputado el 31 de julio de 2025.
| Club                              | Div.          | Temporada     | Liga  | Liga  | Copas nacionales | Copas nacionales | Copas internacionales | Copas internacionales | Total | Total |
| Club                              | Div.          | Temporada     | Part. | Goles | Part.            | Goles            | Part.                 | Goles                 | Part. | Goles |
| --------------------------------- | ------------- | ------------- | ----- | ----- | ---------------- | ---------------- | --------------------- | --------------------- | ----- | ----- |
| Unión Estepona C. F. · España     | 3.ª           | 2012-13       | 15    | 2     | —                | —                | —                     | —                     | 15    | 2     |
| Unión Estepona C. F. · España     | Total club    | Total club    | 15    | 2     | 0                | 0                | 0                     | 0                     | 15    | 2     |
| Marbella F. C. · España           | 3.ª           | 2012-13       | 10    | 3     | —                | —                | —                     | —                     | 10    | 3     |
| Marbella F. C. · España           | 3.ª           | 2013-14       | 22    | 7     | —                | —                | —                     | —                     | 22    | 7     |
| Marbella F. C. · España           | Total club    | Total club    | 32    | 10    | 0                | 0                | 0                     | 0                     | 32    | 10    |
| Vélez C. F. · España              | 3.ª           | 2014-15       | 21    | 14    | —                | —                | —                     | —                     | 21    | 14    |
| Vélez C. F. · España              | Total club    | Total club    | 21    | 14    | 0                | 0                | 0                     | 0                     | 21    | 14    |
| Betis Deportivo Balompié · España | 2.ª B         | 2014-15       | 10    | 0     | —                | —                | —                     | —                     | 10    | 0     |
| Betis Deportivo Balompié · España | 2.ª B         | 2015-16       | 30    | 13    | —                | —                | —                     | —                     | 30    | 13    |
| Betis Deportivo Balompié · España | 3.ª           | 2016-17       | 31    | 15    | —                | —                | —                     | —                     | 31    | 15    |
| Betis Deportivo Balompié · España | 2.ª B         | 2017-18       | 23    | 17    | —                | —                | —                     | —                     | 23    | 17    |
| Betis Deportivo Balompié · España | Total club    | Total club    | 94    | 45    | 0                | 0                | 0                     | 0                     | 94    | 45    |
| Real Betis Balompié · España      | 1.ª           | 2017-18       | 15    | 7     | 0                | 0                | —                     | —                     | 15    | 7     |
| Real Betis Balompié · España      | 1.ª           | 2018-19       | 33    | 6     | 6                | 2                | 6                     | 0                     | 45    | 8     |
| Real Betis Balompié · España      | 1.ª           | 2019-20       | 36    | 10    | 3                | 2                | —                     | —                     | 39    | 12    |
| Real Betis Balompié · España      | 1.ª           | 2020-21       | 26    | 1     | 1                | 0                | —                     | —                     | 27    | 1     |
| Real Betis Balompié · España      | 1.ª           | 2021-22       | 1     | 0     | —                | —                | —                     | —                     | 1     | 0     |
| R. C. D. Espanyol · España        | 1.ª           | 2021-22       | 21    | 1     | 4                | 3                | —                     | —                     | 25    | 4     |
| R. C. D. Espanyol · España        | Total club    | Total club    | 21    | 1     | 4                | 3                | 0                     | 0                     | 25    | 4     |
| Real Betis Balompié · España      | 1.ª           | 2022-23       | 2     | 0     | 2                | 1                | 0                     | 0                     | 4     | 1     |
| Real Betis Balompié · España      | Total club    | Total club    | 113   | 24    | 12               | 5                | 6                     | 0                     | 131   | 29    |
| U. D. Las Palmas · España         | 2.ª           | 2022-23       | 11    | 1     | —                | —                | —                     | —                     | 11    | 1     |
| U. D. Las Palmas · España         | Total club    | Total club    | 11    | 1     | 0                | 0                | 0                     | 0                     | 11    | 1     |
| Aris Salónica F. C. · Grecia      | 1.ª           | 2023-24       | 35    | 20    | 6                | 1                | 4                     | 0                     | 45    | 21    |
| Aris Salónica F. C. · Grecia      | 1.ª           | 2024-25       | 30    | 18    | 2                | 1                | —                     | —                     | 32    | 19    |
| Aris Salónica F. C. · Grecia      | 1.ª           | 2025-26       | 0     | 0     | 0                | 0                | 2                     | 1                     | 2     | 1     |
| Aris Salónica F. C. · Grecia      | Total club    | Total club    | 65    | 38    | 8                | 2                | 6                     | 1                     | 79    | 41    |
| Total carrera                     | Total carrera | Total carrera | 372   | 135   | 24               | 10               | 12                    | 1                     | 408   | 146   |
| 1. 2.                             |               |               |       |       |                  |                  |                       |                       |       |       |

## Palmarés

### Distinciones individuales
| Distinción                                | Año  |
| ----------------------------------------- | ---- |
| Máximo goleador de la Superliga de Grecia | 2024 |